# Lygistopteroides longipennis
Lygistopteroides longipennis là một loài bọ cánh cứng trong họ Cerambycidae.